# 骆亦其
骆亦其 (（1957年5月—）)，生态学家，江苏宜兴人，中华人民共和国教育部长江学者讲座教授，俄克拉荷马大学教授，主要从事生态系统对全球变化响应和反馈、全球碳循环等方面的研究工作。

## 社会兼职
- 美国科学促进会会士
- 美国地球物理联合会会士
- 美国生态学会会士[2]